# Die weiße Sklavin II
Die weiße Sklavin II ist ein 1910 gedrehter dänischer Stummfilm von August Blom.

## Handlung
Edith von Felsen ist ein Waisenmädchen aus gutem Hause. Eines Tages wird sie von ihrer Tante nach London eingeladen. Auf ihrer Reise dorthin lernt sie eine Dame kennen, die sich offensichtlich sehr für sie zu interessieren beginnt. Edith ahnt nicht, dass diese Frau sie lediglich aushorcht und alles über ihre Lebensumstände wissen will, denn sie gehört einem britischen Mädchenhändlerring an. Angeblich kann die Tante in London Edith nicht abholen, und so ist es jene ominöse Reisebekanntschaft, die Edith bei ihrer Ankunft auf englischem Boden mit einigen Helfershelfern sofort unter ihre Fittiche nimmt.
Man fährt gemeinsam in ein Haus, das sich als Bordellbetrieb entpuppt. Ohne lange zu zögern, verlangt man von Edith, sich als Prostituierte zu verdingen. Als sie sich weigert, misshandelt man sie und sperrt sie ein. Ediths einzige Chance auf Rettung ist der Ingenieur Faith, der auf der Überfahrt nach England die junge Dänin kennengelernt und mit ihr die Adressen ausgetauscht hatte. Als er sie besuchen will, kann er Edith unter der angegebenen Adresse nicht anfinden und auch Ediths Tante weiß nicht, wo das Mädchen steckt. Daraufhin stellt Faith eigene Nachforschungen an, um den Verbleib des Mädchens zu klären. Mit Hilfe der Polizei kommt der Ingenieur den Mädchenhändlern schließlich auf die Spur und kann Edith aus deren Fängen befreien. Beide verlieben sich ineinander und beschließen zu heiraten.

## Produktionsnotizen
Die weiße Sklavin II ist der zweite Teil eines dreiteiligen Filmzyklus zum Thema Mädchenhandel, den die Nordisk Film Kompagni von 1910 bis 1912 herstellte. Der Film war 930 Meter lang und lief am 23. Januar 1911 im Kopenhagener Panoptikonteatret an. Kameramann Axel Graatkjær hatte bereits die ersten beiden Nordisk-Filme um Die weiße Sklavin fotografiert. Mit diesem zweiten Teil der Trilogie brach in Dänemark das Zeitalter des abendfüllenden Kinofilms an.
Angesichts des enormen Erfolges der ersten beiden Sklavin-Filme von 1910/1911 entschloss sich nunmehr die deutsche Produktionsfirma Vitascope GmbH in Berlin noch im selben Frühjahr 1911 zu einem weitgehenden Remake dieser Geschichte. Sie hieß Die weiße Sklavin, 3. Teil und wurde von Viggo Larsen, dem Regisseur und Hauptdarsteller des allerersten Sklavin-Filmes von 1906, inszeniert.